# 321. pehotni polk (Italija)
321. pehotni polk Cremona je bil pehotni polk Kraljeve italijanske kopenske vojske.

## Zgodovina
Med drugo svetovno vojno je bil polk nastanjen v Italiji.